# Pratende Dieren
Pratende Dieren (Engels: Talking Beasts) zijn personages uit de boekenserie De Kronieken van Narnia. Het fictieve land Narnia, uit de verhalen van C.S. Lewis, wordt bevolkt door deze dieren die zich gedragen als mensen: ze kunnen praten en ze zijn begiftigd met een menselijke intelligentie. Ze zijn vergelijkbaar met de Hnau uit de Ruimtetrilogie van dezelfde schrijver; een Hnau bezit menselijke kennis. Er zijn ook dieren die geen menselijke intelligentie hebben.
In Het neefje van de tovenaar roept Aslan de Pratende Dieren bijeen. Hij waarschuwt ze dat ze bij wangedrag hun bijzondere gave zullen kwijtraken. In Het laatste gevecht krijgt de kat Chili deze straf. Aan de andere kant kunnen niet-pratende dieren later ook deze gave krijgen als beloning voor goed gedrag. Dit is het geval met de Pratende Muizen, die afstammen van de muizen die de touwen waarmee Aslan op de Stenen Tafel was vastgebonden, hebben doorgeknaagd.
In de verhalen van Narnia is het normaal dat men dieren doodt om vlees op tafel te krijgen, maar de schrijver benadrukt steeds dat dit niet geoorloofd is met Pratende Dieren (dit staat in Narnia vrijwel gelijk aan kannibalisme). Eustaas en Puddleglum zijn vervuld van walging als ze ontdekken per ongeluk toch vlees van Pratende Dieren te hebben gegeten.
Het is ook niet geoorloofd Pratende Dieren gevangen te houden en tot arbeid te dwingen (dit wordt als mishandeling gezien). In Het laatste gevecht zien Juweel en Tirian dat de Calormeners paarden gebruiken als trekdier, en als een van de paarden verbaal protesteert tegen de zweepslagen (waarmee het aangeeft een Pratend Dier te zijn), is dat voor Juweel en Tirian voldoende reden om de Calormeense slavendrijvers te doden.
Het idee van Pratende Dieren komt al vroeg in het werk van C.S. Lewis voor. Als kind schreef en illustreerde hij samen met zijn broer verhalen over sprekende dieren.